# Comic Relief
Comic Relief este o organizație caritabilă britanică fondată în 1985 de scenaristul de comedie Richard Curtis și comediantul Lenny Henry ca răspuns la foametea din Etiopia. Punctul culminant al recursului de la Comic Relief este Ziua nasului roșu, un Teledon bienal care a avut loc în martie, alternând cu proiectul său soră Sport Relief. 
Un eveniment bienal proeminent în cultura populară britanică, Comic Relief este unul dintre cele două evenimente teledon importante din Marea Britanie, cealaltă fiind Copii în nevoie, organizată anual în noiembrie. La sfârșitul teledonului Zilei Nasului Roșu din 2015, pe 14 martie, a fost anunțat că, în istoria de 30 de ani a Comic Relief, apelurile Zilei nasului roșu și Sport Relief au crescut cu peste 1 miliard de lire sterline.